# Luca Fontecchio
Luca Fontecchio (Pescara, 8 marzo 1991) è un cestista italiano.
Di ruolo ala grande, nel 2012-13 ha militato nella Viola Reggio Calabria.
È figlio di Amalia Pomilio, cestista che ha giocato in Nazionale, e di Daniele Fontecchio, ostacolista di livello internazionale. Il fratello minore, Simone, è un giocatore dei Detroit Pistons.

## Carriera

### Club
Cresciuto nelle giovanili dell'Amatori Basket Pescara, e successivamente della Virtus Bologna, ha disputato 7 partite in Serie A con la maglia virtussina dal 2008 al 2010. Ha poi militato nel Gira Ozzano e nella PMS Torino in Serie B1, disputando rispettivamente 28 e 34 partite.
Nel settembre 2012 rescinde il contratto con la Virtus e si trasferisce alla Viola Reggio Calabria, disputando la Divisione Nazionale A
Dopo due stagioni passate in Serie B con le maglie di Benedetto XIV Cento e Tigers Forlì, il 7 luglio 2017 firma con l'Assigeco Piacenza in Serie A2, per poi finire la stagione con l'Aurora basket Jesi e raggiungere i playoff.
Nella stagione successiva firma un triennale con il Bologna Basket 2016.

### Nazionale
Fontecchio ha disputato gli Europei Under 20 nel 2011 con la Nazionale di categoria, vincendo la medaglia d'argento. Nel 2009 e nel 2007 ha disputato rispettivamente gli Europei Under 18 e Under 16.

## Palmarès

### Nazionale
- Europei Under-20:

 Spagna 2011